# 달려라 방탄

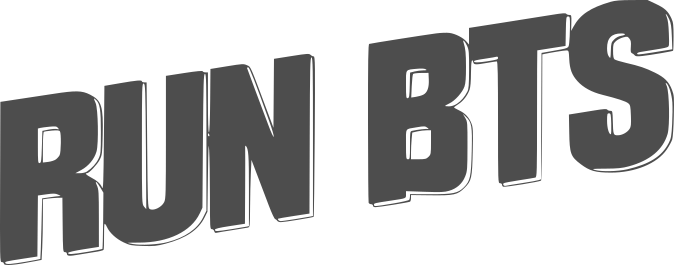

《달려라 방탄》은 네이버 V LIVE에서 2015년 8월 1일부터 방영하고 있는 대한민국의 보이그룹 방탄소년단의 본격 최초 야외 리얼 버라이어티 프로그램이다. V앱에서 소개된 시리즈 중 인기 있는 에피소드들을 추려 2018년 7월 11일부터 2018년 8월 29일까지 8주간
매주 목요일 8시에  Mnet에서 방영되기도 하였다. 또한 팬들 사이에서는 달려라 방탄의 각 앞 글자를 줄여 달방이라 말하기도 한다.
하지만 155화에서 방탄소년단의 멤버들은 잠시 달방을 쉬어가겠다고 밝혔다.이에 슈가는 달방에 마침표를 찍는 것이 아니라 쉼표를 찍는 것이니 곧 다시 만날 수 있을 거라고 아미들에게 따뜻한 메시지를 전했다.
SBS의 골 때리는 그녀들 시즌 4 부터는
이 오프닝, 엔딩곡으로 적용했다.

## 출연
- RM
- 진
- 슈가
- 제이홉
- 지민
- 뷔
- 정국

## 방송 시간
방탄소년단의 활동기와 V앱 방탄소년단 채널과 위버스에서 방탄소년단의 여행기를 담은 "BTS BON VOYAGE"가 방영하는 기간과 컴백 몇 주 전을 제외하고, 본방송은 매주 화요일 오후 9시에 방영된다.
V앱 CH+ 회원에게만 제공되는 촬영 비하인드 컷을 담은 "Behind the scene"은 매주 목요일 오후 10시에 방영된다.

## 달방 전야제
- Run BTS! 2018 - EP.50~51 : '달려라 방탄 달방 전야제' 수상 내역

| 달려라 방탄 VIEW TOP5 | TOP1 | Run BTS! 2017 - EP.31 : '달려라 방탄 추억의 예능'    | 5300,000 VIEW    |
| 달려라 방탄 VIEW TOP5 | TOP2 | Run BTS! 2017 - EP.11 : '달려라 방탄 BACK TO SCHOOL' |                  |
| 달려라 방탄 VIEW TOP5 | TOP3 | Run BTS! 2017 - EP.20 : '달려라 방탄 한식대첩'       | 4800,000 VIEW    |
| 달려라 방탄 VIEW TOP5 | TOP4 | Run BTS! 2017 - EP.33 : '달려라 방탄 BTS X 마니또'   |                  |
| 달려라 방탄 VIEW TOP5 | TOP5 | Run BTS! 2017 - EP.12 : '달려라 방탄 COPS'           |                  |
| 달려라 방탄 하트 TOP5 | TOP1 | Run BTS! 2017 - EP.31 : '달려라 방탄 추억의 예능'    | 200,002,000 하트 |
| 달려라 방탄 하트 TOP5 | TOP2 | Run BTS! 2017 - EP.33 : '달려라 방탄 BTS X 마니또'   | 200,000,000 하트 |
| 달려라 방탄 하트 TOP5 | TOP3 | Run BTS! 2017 - EP.32 : '달려라 방탄 산타를 부탁해'  | 100,009,000 하트 |
| 달려라 방탄 하트 TOP5 | TOP4 | Run BTS! 2018 - EP.34 : '달려라 방탄 BTS X 마니또'   | 100,008,000 하트 |
| 달려라 방탄 하트 TOP5 | TOP5 | Run BTS! 2018 - EP.35 : '달려라 방탄 김치대첩'       | 100,007,000 하트 |